# أنتوني كانون
أنتوني كانون (بالإنجليزية: Anthony Cannon)‏ هو لاعب كرة قدم أمريكية أمريكي، ولد في 31 ديسمبر 1984 في بينساكولا في الولايات المتحدة.

## وصلات خارجية
- أنتوني كانون على موقع مرجع كرة القدم المحترفة.كوم (الإنجليزية)